# 55歳からのハローライフ
『55歳からのハローライフ』（55さいからのハローライフ）は、村上龍の連作中編小説集。「55歳からのハローライフ」のタイトルのもと村上自身による装画とともに2011年12月から2012年にかけて静岡新聞に連載された後、2012年12月に幻冬舎から刊行。2014年4月に幻冬舎文庫から文庫化された。55歳という定年が間近になった世代の人生の再出発に向け、様々な悩みを抱える人たちの生き方を描いた5編の中編連作小説である。
「結婚相談所」ではアールグレイ、「空を飛ぶ夢をもう一度」ではミネラルウォーター、「キャンピングカー」ではコーヒー、「ペットロス」ではプーアル茶、「トラベルヘルパー」では日本茶と、作品ごとに主人公が心を落ち着かせるための飲み物がモチーフとして描かれている。
2014年6月14日から7月12日にかけてNHK総合テレビジョン「土曜ドラマ」で5回シリーズでドラマ化された。

## 収録作品
1. 結婚相談所
2. 空を飛ぶ夢をもう一度
3. キャンピングカー（『新潮』2011年1月号・3月号掲載作の改稿）
4. ペットロス
5. トラベルヘルパー

## 書誌情報
- 55歳からのハローライフ（2012年12月5日、幻冬舎、ISBN 978-4-344-02286-7）
- 55歳からのハローライフ（2014年4月10日、幻冬舎文庫、ISBN 978-4-344-42187-5）

## テレビドラマ
NHK総合テレビジョン「土曜ドラマ」で2014年6月14日から7月12日の5回シリーズで放送された。週替わりで一つのエピソードを描くオムニバス形式で、主演者も週ごとに変わるスタイルになっている。
なお、第1・3・5話は文化庁芸術祭出品作品となった。

### キャスト
第1回「キャンピングカー」
- 富裕太郎 - リリー・フランキー
- 富裕凪子 - 戸田恵子
- 富裕美貴 - 市川実日子
- 富裕進武 - 橋爪遼
- 仲西 - 小林高鹿
- 林 - 田山涼成
- 篠原 - 中村育二
- 駒野 - ピエール瀧
- 阿立 - 長谷川博己

第2回「ペットロス」
- 高巻淑子 - 風吹ジュン
- 高巻幸平 - 松尾スズキ
- 石黒 - マキノノゾミ
- 石黒夫人 - 一路真輝
- 義田 - 世良公則

第3回「結婚相談所」
- 中米志津子 - 原田美枝子
- 早坂洋一 - 池内博之
- 尾山秀子 - 根岸季衣
- 森本香織 - 安藤サクラ
- 木村 - 串田和美
- 栗本 - 岩松了
- 須之内 - でんでん
- 安藤 - 村松利史
- 近藤 - 春海四方
- 吉田 - 寺十吾
- カメラマン - 斎藤歩
- 今野 - 峯村リエ
- 遠藤 - 夏川加奈子
- 川上朗 - 浅野和之
- 小宮山智恵子 - 草笛光子

第4回「トラベルヘルパー」
- 下総源一 - 小林薫
- 堀切彩子 - 安田成美
- 田上 - 有薗芳記
- 佐藤 - 草野イニ
- 千代 - 宮下順子
- 島田 - 麿赤兒

最終回「空飛ぶ夢をもう一度」
- 因藤茂雄 - イッセー尾形
- 因藤潔子 - 梅沢昌代
- 佐々木 - 美保純
- 三好 - ふせえり
- 久保田 - 松田悟志
- 佐伯 - 山中崇
- 小学校の教師 - 塙宣之
- 因藤考志 - 永嶋柊吾
- 吉沢明子 - 奈良岡朋子
- 福田貞夫 - 火野正平

### スタッフ
- 原作 - 村上龍『55歳からのハローライフ』
- 脚本 - 大森寿美男、川﨑いづみ
- 音楽 - 清水靖晃
- 演出 - 加藤拓、中島由貴
- 製作統括 - 訓覇圭

### 放送日程
| 各話                                                         | 放送日         | サブタイトル         | 脚本                  | 演出     |
| ------------------------------------------------------------ | -------------- | -------------------- | --------------------- | -------- |
| 第1話                                                        | 2014年06月14日 | キャンピングカー     | 大森寿美男            | 加藤拓   |
| 第2話                                                        | 2014年06月21日 | ペットロス           | 大森寿美男            | 加藤拓   |
| 第3話                                                        | 2014年06月28日 | 結婚相談所           | 大森寿美男 川﨑いづみ | 加藤拓   |
| 第4話                                                        | 2014年07月05日 | トラベルヘルパー     | 大森寿美男            | 中島由貴 |
| 最終話                                                       | 2014年07月12日 | 空を飛ぶ夢をもう一度 | 大森寿美男            | 中島由貴 |
| 平均視聴率 6.8%[6]（視聴率は関東地区・ビデオリサーチ社調べ） |                |                      |                       |          |
| NHK 土曜ドラマ                                 | NHK 土曜ドラマ                                     | NHK 土曜ドラマ                                    |
| 前番組                                         | 番組名                                             | 次番組                                            |
| ---------------------------------------------- | -------------------------------------------------- | ------------------------------------------------- |
| ロング・グッドバイ （2014年4月19日 - 5月17日） | 55歳からのハローライフ （2014年6月14日 - 7月12日） | 芙蓉の人〜富士山頂の妻 （2014年7月26日 - 9月6日） |

### 受賞
- 2014年度ギャラクシー賞・7月度月間賞（2014年）
- 第41回放送文化基金賞・優秀賞（テレビドラマ番組部門）（2015年）[7]